# Lee Joo-young (actriz nacida en 1987)
Lee Joo-young (en hangul, 이주영; nacida el 24 de abril de 1987) es una actriz surcoreana, conocida por su participación en las series Live de tvN y Los archivos de la enfermera escolar de Netflix.

## Carrera
Se graduó en modelaje en la Universidad Femenina de Dongduk, y trabajó después como modelo durante unos diez años, pero, según la propia Lee, «las cosas no iban bien. Fue realmente difícil superar cada paso. Luego me deprimí y tenía muchas ganas de dejarlo». No encontró ningún otro trabajo que atrajera su interés hasta que probó con la actuación, a la que por este motivo llegó de forma relativamente tardía.
El director Lee Chung-hyeon vio el trabajo de Lee en un vídeo y la llamó para el papel principal en el cortometraje Body price, que dejó una fuerte impresión al ganar el premio a la Mejor Película en el Festival de Cortometrajes Mise-en-scène 2016 tras ser seleccionado en la sección de competición de cortometrajes del Festival Internacional de Cine de Busan.
Debutó en televisión con la serie de tvN Live (2018). Interpretando el papel de la oficial de policía de la ciudad Song Hye-ri, captó la atención por la química entre padre e hija con el inspector Lee Sam-bo, interpretado por Lee Eol. Ese mismo año dejó también una fuerte huella su interpretación de una joven sordomuda que se dedica a confeccionar drogas en Believer; para este papel se preparó aprendiendo el lenguaje de señas durante cinco meses antes del rodaje.
En agosto de 2021 firmó un contrato de representación exclusiva con la agencia Saram Entertainment.

## Filmografía

### Películas
| Año  | Título                           | Hangul              | Papel                | Notas                      | Ref.                 |
| ---- | -------------------------------- | ------------------- | -------------------- | -------------------------- | -------------------- |
| 2015 | Body price                       | 몸 값               | chica de instituto   | cortometraje               | [ 6 ]                |
| 2016 | Queen of Walking                 | 걷기왕              | Athletic club 1      |                            |                      |
| 2018 | Believer                         | 독전                | Rona                 |                            | [ 7 ]                |
| 2018 | Keys to the Heart                | 그것만이 내 세상    | Eun-ha               |                            |                      |
| 2018 | I Have a Date with Spring        | 나와 봄날의 약속    | Park Mi-syeon        |                            |                      |
| 2018 | Miss Baek                        | 미쓰백              | Yoo Jang-mi          |                            | [ 8 ]                |
| 2018 | Maggie                           | 메기                | Yeo Yoon-yeong       |                            |                      |
| 2019 | Shades of the Heart              | 아무도 없는 곳      | Joo-eun              | estrenada en marzo de 2021 | [ 9 ] [ 10 ]         |
| 2020 | Samjin Company English Class     | 삼진그룹 영어토익반 | Song So-ra           |                            | [ 11 ]               |
| 2020 | Josée                            | 조제                | Seon-hee             | cameo                      |                      |
| 2021 | Action Hero                      | 액션히어로          | Yeon-young / Seon-ah |                            | [ 12 ]               |
| 2021 | Delicious Movie                  | 맛있는 영화         |                      | segmento Good Day          | [ 13 ]               |
| 2021 | Voice                            | 보이스              | Kang chil            |                            | [ 14 ] [ 15 ] [ 16 ] |
| 2022 | I Disappeared                    | 윤시내가 사라졌다   | Jang Ha-da           |                            | [ 17 ] [ 18 ]        |
| 2023 | One Win                          | 1승                 | Hani                 |                            | [ 19 ]               |
| 2023 | Phantom                          | 유령                | Taquillera           | cameo                      | [ 20 ]               |
| 2023 | Creyente 2                       | 독전 2              | Rona                 |                            | [ 21 ] [ 22 ]        |
| —    | Taste of Horror – Rehabilitation | 테이스츠 오브 호러  |                      | cortometraje               | [ 23 ]               |

### Series de televisión
| Año  | Título                               | Hangul          | Papel                | Canal   | Notas     | Ref.          |
| ---- | ------------------------------------ | --------------- | -------------------- | ------- | --------- | ------------- |
| 2018 | Live                                 | 라이브          | Song Hye-ri          | tvN     |           | [ 3 ]         |
| 2018 | Just Dance                           | 땐뽀걸즈        | Park Hye-jin         | KBS2    |           |               |
| 2020 | Los archivos de la enfermera escolar | 보건교사 안은영 | Han Ah-reum          | Netflix | Serie web | [ 24 ]        |
| 2023 | The 8 Show                           | 더 에이트 쇼    | Chun-ja/Segundo piso | Netflix | Serie web | [ 25 ] [ 26 ] |

## Premios y candidaturas
| Año  | Premio                                              | Categoría               | Papel                                | Resultado | Ref.   |
| ---- | --------------------------------------------------- | ----------------------- | ------------------------------------ | --------- | ------ |
| 2015 | 10.º Gran Festival de Cortometrajes                 | Mejor actriz            | Body price                           | Ganadora  | [ 6 ]  |
| 2018 | 27.º Buil Film Awards                               | Mejor actriz de reparto | Believer                             | Candidata | [ 27 ] |
| 2018 | 39.º Blue Dragon Film Awards                        | Mejor actriz de reparto | Believer                             | Candidata | [ 28 ] |
| 2019 | 55.º Baeksang Arts Awards                           | Mejor actriz revelación | Believer                             | Candidata | [ 29 ] |
| 2019 | 24.º Chunsa Film Arts Awards                        | Mejor actriz de reparto | Believer                             | Candidata | [ 30 ] |
| 2021 | Asia Model Awards                                   | Model Star              | Los archivos de la enfermera escolar | Ganadora  | [ 31 ] |
| 2022 | Asan Chungmugong International Action Film Festival | Premio especial         | Action Hero                          | Ganadora  | [ 32 ] |